# Nikolaigatan
Nikolaigatan, även Nicolaigatan, är en gata i delområdet Rådmansvången i stadsområdet Norr i Malmö som sträcker sig från Möllevångsgatan till Carl Gustafs väg. 
Nikolaigatan namngavs 1904 utan officiell motivering, men Nicolaus, som är en latinisering av Claus, åsyftar troligen malmöreformatorn Claus Mortensen, som höll sitt första offentliga framträdande i Malmö på Rådmansvången. Vid gatan ligger bland annat Johannesskolan, vilken ritades av arkitekten John Smedberg och invigdes 1909.